# Scobinți
Scobinți est une commune roumaine située dans le județ de Iași.